# Batalla de Tondibi
La batalla de Tondibi tingué lloc el 12 de març de 1591 i fou capital en la història de l'Àfrica occidental precolonial. En ella van lluitar els exèrcits de l'imperi de Songhai i una força expedicionària sadita comandada per Judar Pasha enviada pel sultà saadià del Marroc.

## Antecedents
A diferència de l'Imperi Songhai, sacsejat per turbulències polítiques i econòmiques, la dinastia sadita del Marroc va entrar en una fase d'espectacular desenvolupament geopolític. El fracàs de la croada portuguesa amb la seva derrota a la batalla de Kasr al-Kabir va calmar les rivalitats polítiques internes, i la monarquia ambicionava la vassallització del Sàhara i el Sahel, i a considerar l'enviament d'una expedició a la frontera dels Songhai per fer-los vassalls del regne i obtenir el control sobre el comerç de sal, el tresor Songhai i aprofitar el flux del comerç d'esclaus per als cultius de canya de sucre.

## Batalla
Quan la força expedicionària va arribar a Tondibi, 50 km aigües amunt de Gao, es va trobar l'exèrcit d'Askia Ishaq II fermament establert en una zona de pasturatge per al bestiar transhumant. Els Songhai havien doblat els tancats d'espines per al bestiar i la infanteria es va quedar darrere dels tancats. Els dos exèrcits es trobaren oposats a les altures que dominen les pastures.
Els marroquins es van desplegar seguint el mateix dispositiu que a la batalla de Kasr al-Kabir, com els exèrcits otomans, amb l'artilleria i l'estat major al centre, a la dreta, comandada per Ba Hassen Friro, amb arcabussers mercenaris andalusins, i a l'esquerra, comandada per Qasem Waradououi el-Andalousi, arcabussers moriscos granadins, i als extrems de cada ala es disposava cavalleria. La cavalleria lleugera morisca se situà darrere, entre l'equipatge i el personal de Judar Pasha.
Els marroquins disposaven de l'avantatge de la tecnologia i la potència de foc, i l'enemic de l'avantatge del nombre. Els marroquins sabien, per haver-se enfrontat als exèrcits otomà i portuguès equipats amb armes de foc, que el llarg temps de recàrrega de les armes de foc i el reescalfament és el seu principal desavantatge, fent que el foc prolongat fos impossible.
La batalla s'inicià al matí amb una sèrie de càrregues de cavalleria per les ales per tal d'evitar que l'exèrcit Songhai es desplegués, i a continuació van obrir foc amb l'artilleria destruint les muralles de fortificacions que protegien a la infanteria Songhai. Donat el poder de foc de l'exèrcit marroquí, els dignataris Songhai van decidir un atac frontal contra el centre marroquí, enviant un ramat de cebús contra la primera línia d'arcabussers per cobrir l'avanç de la infanteria, i crear un núvol de pols que frenés la cavalleria marroquina, però la metralla dels arcabussos i canons va delmar la ramaderia, que es va tornar contra les masses de la infanteria, passant per sobre dels guerrers Songhai.
Davant el fracàs de l'atac i amb la mesura presa de la potència de foc de l'artilleria enemiga, alguns dignataris Songhai, entre ells ministres d'alt nivell exigiren la retirada, mentre els prínceps i nobles volen continuar el combat. Askia es retira deixant enrere la seva guàrdia de guerrers sonna i la cavalleria Songhai carrega les files marroquines diverses vegades, però el tiroteig dels soldats marroquins va impedir el seu avanç, i el contraatac de la cavalleria marroquina i els arquers marroquins va castigar la cavalleria Songhai. A la tarda, l'exèrcit Songhai es va retirar de camí a Gao, on es va reagrupar progressivament. La infanteria marroquina va arribar al centre Songhai on estaven els sonna units per una corda als genolls i asseguts sobre els seus escuts. Els marroquins els van disparar i van prendre les polseres i ornaments d'or de guerrers i cavallers deixats a terra. Els combats seguiren tota la nit entre les cavalleries i els cavallers.

## Conseqüències
Djouder Pasha va acampar a la força expedicionària en el lloc, entrant a Gao només dues setmanes després.
Les dissensions internes de l'Imperi Songhai a finals del segle xvi van permetre que una simple derrota acabés en el col·lapse d'una civilització, i foren empesos cap a l'est a través del riu Níger on van poder establir el regne Dendi. Amb els Songhai desterrats, el rei Mansa Mahmud IV de Mali va intentar reconstruir el seu regne, i el primer pas seria la conquesta de Djenné, que controla l'interior de la vall del Níger, governada per Sayyid Mansur, qui un cop alertat va demanar reforços a Timbuctu, i rebé una força dirigida pels alcaids al-Mustafa al-Fil i Ali bin Abd Allah al-Tilimsani, que incloïa arcabussers i que van arribar amb embarcacions fluvials.
La derrota de l'imperi de Mali a la batalla de Djenné va destruir l'aliança temporal que Mahmud IV va poder reunir, i l'Imperi de Mali va deixar de ser un factor polític a la regió, es va retirar a Niani i va morir el 1610. Els seus tres fills van separar els vestigis del país, i Mali es va convertir en un conjunt d'aliats relativament lligats que foren ser engolits per l'Imperi Bambara, a qui tot el pashalik de Timbuktu va haver de retre homenatge.
La derrota dels exèrcits Songhai també marca el final dels grans imperis multiètnics de l'Àfrica occidental, conduí a l'atomització política del Sudan, i cap dels poders emergents s'acostaria a l'hegemonia de Mali o Songhai, i l'Àfrica occidental va passar a una regió governada per estats més petits i menys centralitzats fins al segle xix. També marca el començament de l'arrelament de l'islam en els estrats rurals i populars de la conca del riu Níger. A gran part de l'Àfrica central es van propiciar l'establiment de sultanats hausa, destacant els sultanats de Gobir, i l'Emirat de Kebbi a la vall del riu Rima i l'Emirat de Zamfara, que guerrejaven entre ells fent batudes d'esclaus, i per finançar la guerra constant, van imposar impostos elevats als seus ciutadans.